# Xã Pencil Bluff, Quận Montgomery, Arkansas
Xã Pencil Bluff (tiếng Anh: Pencil Bluff Township) là một xã thuộc quận Montgomery, tiểu bang Arkansas, Hoa Kỳ. Năm 2010, dân số của xã này là 394 người.